# Aquagranda
Aquagranda è un'opera lirica in un atto unico di Filippo Perocco, su libretto di Roberto Bianchin e Luigi Cerantola, commissionata dal Teatro La Fenice, Venezia per commemorare il cinquantesimo anniversario dell'alluvione di Venezia del 1966.
Nel 2017 l'opera ha ricevuto un premio speciale in occasione del XXXVI Premio della critica musicale "Franco Abbiati".